# Union Oberschöneweide
Union Oberschöneweide, offiziell SG Union Oberschöneweide 1910 e. V. und bis 1945 SC Union Oberschöneweide e. V., ist ein Sportverein aus Berlin-Oberschöneweide mit dem Spitznamen „Schlosserjungs“. Die Kegelabteilung des Vereins spielt aktuell in der Kegel-Bundesliga (Bohle) und ist amtierender Deutscher Meister sowohl mit der Damen- als auch mit der Herrenmannschaft (Stand: 2025). Die 1906 gegründete Fußballabteilung des Vereins war mehrfacher Berliner Meister, Berliner Pokalsieger sowie Deutscher Vizemeister 1923 und wurde 1972 aufgelöst. Aus Abspaltungen gingen der SC Union 06 Berlin und der 1. FC Union Berlin hervor, welche die Fußballtradition von Union Oberschöneweide bis heute fortführen.
Union Oberschöneweide gehört zu den wenigen Vereinen im früheren Ost-Berlin, die über die DDR-Zeit hinweg ihren traditionellen Vereinsnamen bewahren konnten und nicht, wie damals politisch gewünscht, unter dem Dach eines Trägerbetriebes als Betriebssportgemeinschaft bestanden.

## Geschichte
Union Oberschöneweide ist der gemeinsame Vorgängerverein von SC Union 06 Berlin und des 1. FC Union Berlin. Eine detaillierte Beschreibung der gemeinsamen und ab 1950 getrennten Geschichte findet sich in den jeweiligen Artikeln der beiden Vereine. Im Folgenden wird das weitere Schicksal von Union Oberschöneweide beschrieben, insbesondere von dessen bis 1972 bestehender Fußballabteilung.

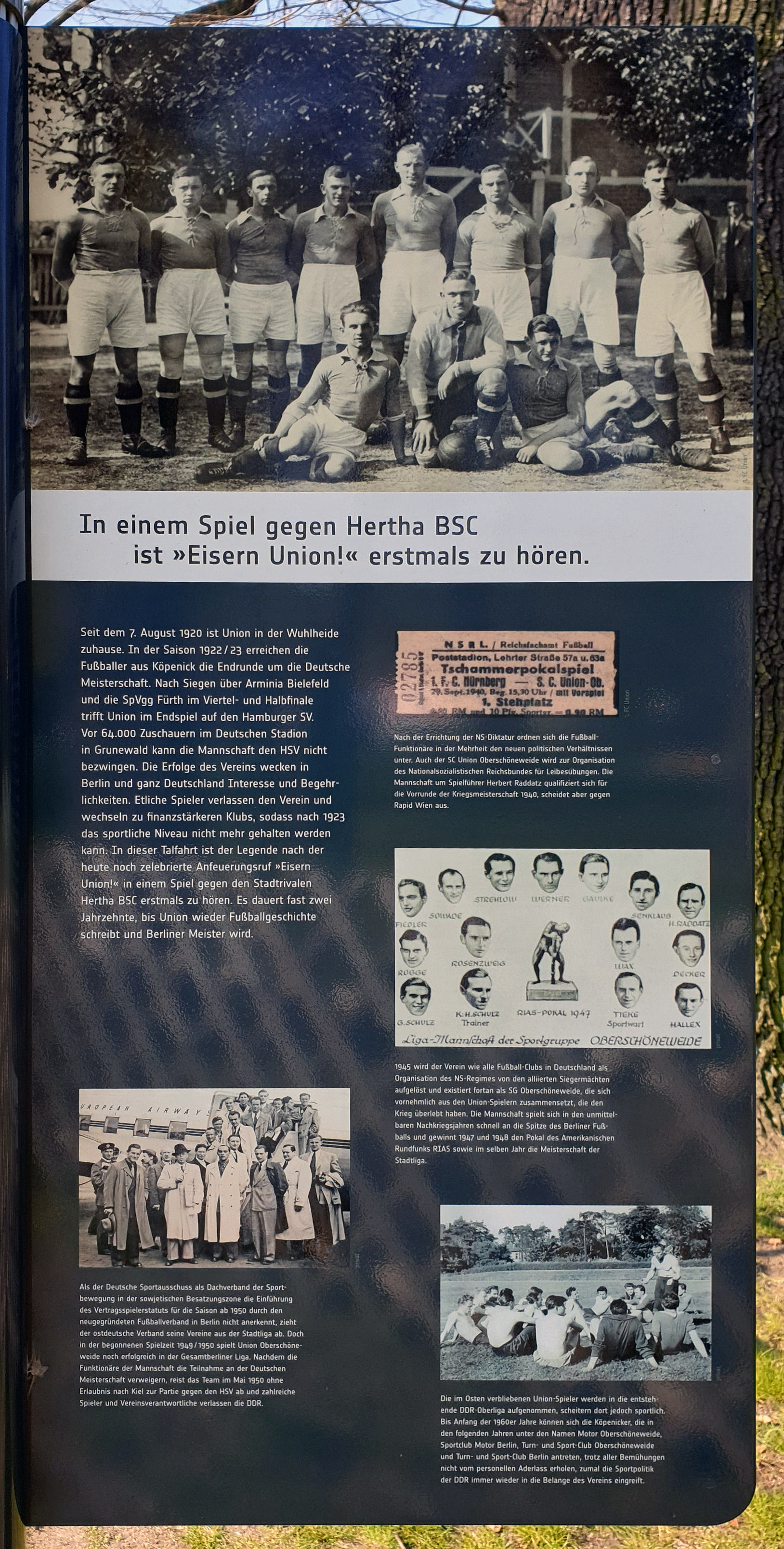
Informationstafel zur Geschichte von Union Oberschöneweide vor dem Stadion An der Alten Försterei

Nach Kriegsende traten die Spieler des SC Union Oberschöneweide als SG Oberschöneweide und seit 1948 als SG Union Oberschöneweide an. Die Teilnahme an der Deutschen Meisterschaft 1950 wurde vom Deutschen Sportausschuß (DS) untersagt, woraufhin sich ein Großteil der Mannschaft nach West-Berlin absetzte und den SC Union 06 Berlin gründete. In der folgenden Oberliga-Saison erreichte die personell geschwächte SG Union Oberschöneweide nur noch einen Abstiegsplatz. Zur Oberliga-Saison 1951/52 gingen erneut die besten Spieler verloren, da sie auf DS-Anordnung zur BSG Motor Oberschöneweide (ein Vorgänger des 1. FC Union Berlin) delegiert wurden, während der verbliebene Rest in der drittklassigen Landesklasse Berlin antreten musste. Dort belegte Union Oberschöneweide den letzten Platz und bildete in der Folgesaison mit der SVgg Grünau eine Spielgemeinschaft. Ab der Spielzeit 1953/54 gingen beide Vereine wieder getrennte Wege und Union Oberschöneweide wurde in die viertklassige Bezirksklasse eingegliedert. Diese konnte fünf Spielzeiten lang gehalten werden, bis zwei Abstiege in Folge in die Kreisklasse führten. Bereits nach einer Saison erfolgte der Wiederaufstieg und 1961 kehrte Union Oberschöneweide in die Stadtklasse zurück. Nach dem Mauerbau am 13. August 1961 war der Kontakt zum „Tochterverein“ Union 06 in West-Berlin endgültig unterbrochen. Paul Zimmermann, der Fußball-Sektionsleiter von Union Oberschöneweide, versuchte daraufhin, die in Ost-Berlin verbliebenen Spieler von Union 06 anzuwerben, und lud damit den Unmut des DTSB auf sich. Es gelang in der Folgezeit nicht, eine schlagkräftige Mannschaft aufzubauen und man stieg wieder in die Kreisklasse ab. Erst 1965 erfolgte die Rückkehr in die viertklassige Stadtklasse, welche daraufhin mehrere Jahre lang, bis auf eine Unterbrechung in der Spielzeit 1970/71, gehalten werden konnte. Mittlerweile hatte die DDR-Sportführung mit dem 1. FC Union Berlin eine „neue Union“ gegründet und verbannte 1972 die „alte Union“ von Oberschöneweide nach Gosen außerhalb Berlins. Daraufhin löste sich die Abteilung Fußball auf; in der SG Union Oberschöneweide verblieben noch die Abteilungen Kegeln, Tischtennis, künstlerische Gymnastik und Akrobatik. Seit der Wiedervereinigung im Jahre 1990 trägt der Verein den Namen SG Union Oberschöneweide 1910 e. V.

## Wappen
Seit der Gründung führt der Verein eine Flagge mit fünf Querstreifen in den Farben Blau und Weiß. Die zusätzlichen Schriftelemente auf der Flagge änderten sich mit der Zeit.

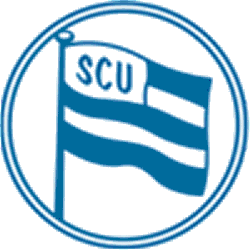
SC Union Oberschöneweide (1910–1945)
SG Oberschöneweide (1945–1948)
SG Union Oberschöneweide (1948–1990)
SG Union Oberschöneweide 1910

## Kegelabteilung

### Erfolge
- Deutscher Meister (Damen): 2022, 2023, 2024, 2025
- Deutscher Meister (Herren): 2023, 2024, 2025

### Spielstätten
- Mittelpunkt der Erde (An der Wuhlheide 152, 12459 Berlin)
- Ballspielhalle/Kegelsportzentrum (Hämmerlingstraße 80–88, 12555 Berlin)

Die Kegelabteilung wurde in Berlin-Oberspree (Ortslage von Niederschöneweide) gegründet und schloss sich am 14. März 1910 dem SC Union Oberschöneweide an. Im Zweiten Weltkrieg ist die Heimatbahn mit dem Namen „Mittelpunkt der Erde“ in Mitleidenschaft geraten und der Spielbetrieb konnte erst wieder am 21. Januar 1951, nach der Renovierung durch den VEB Berliner Akkumulatoren- und Elementefabrik (BAE), aufgenommen werden. Nach der Auflösung der Fußballabteilung bildeten die Kegler die älteste Abteilung des Vereins. Seit der Wiedervereinigung im Jahr 1990 konnte sich wieder auf diese Tradition besonnen werden und das Gründungsjahr 1910 wurde in den Vereinsnamen aufgenommen. Die SG Union Oberschöneweide 1910 ist sowohl mit einer Damen- als auch mit einer Herrenmannschaft in der Kegel-Bundesliga vertreten.

## Fußballabteilung

### Erfolge
- Deutscher Vizemeister: 1923
- Berliner Meister bzw. Teilnahme an der Endrunde zur Deutschen Meisterschaft: 1920, 1923, 1940, 1948, 1950
- Berliner Pokalsieger: 1947, 1948

### Spielstätten
- Wattstraße (1910–1920)
- Stadion An der Alten Försterei (1920–1951)
- Ernst-Thälmann-Stadion (1951–1972)

### Saisonbilanzen 1950 bis 1972
| Saison  | Liga (Staffel)    | Platz (von) | Tore   | Punkte | Bemerkungen |
| ------- | ----------------- | ----------- | ------ | ------ | --- |
| 1950/51 | DDR-Oberliga      | 15 (18)     | 49:72  | 26:42  | Union Oberschöneweide wird nach der Delegierung der besten Spieler zur BSG Motor Oberschöneweide in die drittklassige Landesklasse Berlin eingegliedert  |
| 1951/52 | Landesklasse      | 15 (15)     | 43:94  | 16:40  | Abstieg wird vermieden durch Bildung einer Spielgemeinschaft mit der SVgg Grünau, Umbenennung der Landesklasse in Bezirksliga                            |
| 1952/53 | Bezirksliga       | 4 (12)      | 68:44  | 24:20  | Trennung von der SVgg Grünau und Abstieg |
| 1953/54 | Bezirksklasse (B) | 11 (13)     | 52:71  | 15:33  | |
| 1954/55 | Bezirksklasse (B) | 8 (12)      | 54:52  | 19:25  | |
| 1955    | Bezirksklasse (A) | 6 (12)      | 28:31  | 12:10  | |
| 1956    | Bezirksklasse (A) | 1 (11)      | 50:24  | 31:9   | Umbenennung der Bezirksklasse in Stadtklasse, aufgrund der Reduzierung von zwei zu einer Staffel entfällt der Aufstieg zur Stadtliga (zuvor Bezirksliga) |
| 1957    | Stadtklasse       | 14 (14)     | 28:71  | 9:43   | Abstieg |
| 1958    | 1. Klasse (A)     | 10 (10)     | 24:67  | 8:28   | Abstieg |
| 1959    | Kreisklasse (A)   | 1 (14)      | 103:53 | 43:9   | Aufstieg |
| 1960    | 1. Klasse (A)     | 6 (14)      | 62:46  | 31:21  | Auflösung der 1. Klasse und Eingliederung in die Stadtklasse                                                                                             |
| 1961/62 | Stadtklasse (A)   | 14 (14)     | 60:118 | 20:58  | Abstieg |
| 1962/63 | Kreisklasse (B)   | 4 (14)      | 59:51  | 32:20  | |
| 1963/64 | Kreisklasse (B)   | 2 (11)      | 84:34  | 28:12  | |
| 1964/65 | Kreisklasse (C)   | 2 (13)      | 91:24  | 39:9   | Aufstieg |
| 1965/66 | Stadtklasse (C)   | 2 (16)      | 84:55  | 38:22  | |
| 1966/67 | Stadtklasse (A)   | 4 (14)      | 63:38  | 33:19  | |
| 1967/68 | Stadtklasse (B)   | 3 (14)      | 56:44  | 32:20  | Umbenennung der Stadtklasse in Bezirksklasse |
| 1968/69 | Bezirksklasse (B) | 10 (14)     | 51:61  | 24:28  | |
| 1969/70 | Bezirksklasse (B) | 15 (18)     | 46:69  | 27:41  | Abstieg |
| 1970/71 | Kreisklasse (D)   | 1 (14)      | 104:18 | 46:6   | Aufstieg |
| 1971/72 | Bezirksklasse (A) | 7 (17)      | 31:25  | 22:14  | Auflösung und Rückzug vom Spielbetrieb nach dem 18. Spieltag                                                                                             |

## Schachabteilung
Die Wurzeln der ehemaligen Schachabteilung von Union Oberschöneweide gehen auf den im Jahr 1927 gegründeten Arbeiterschachverein Oberschöneweide zurück. Union Oberschöneweide belegte in der letzten Gesamtberliner Mannschaftsmeisterschaft 1951/52 den vierten Platz. Ein Jahr später schied Unions Schachabteilung aus dem Verein aus und wurde der BSG Motor Oberschöneweide angeschlossen.
Union Oberschöneweide war der Jugendverein des späteren Internationalen Meisters und DDR-Einzelmeisters 1953 und 1956 Reinhart Fuchs. 1953 spielte auch der spätere FIDE-Meister und DDR-Einzelmeister 1970 Fritz Baumbach für Union Oberschöneweide.